# ماريا دبليو. بيرس
ماريا دبليو. بيرس (بالإنجليزية: Maria W. Piers)‏ هي عالمة نفس أمريكية، ولدت في 17 مايو 1911، وتوفيت في 21 مايو 1997.